# David Leuty
David Leuty (* 25. Februar 1960 in Toronto, Ontario) ist ein ehemaliger kanadischer Bobfahrer, der an den Olympischen Winterspielen 1984 in Sarajevo und den Olympischen Winterspielen 1988 in Calgary teilnahm.

## Karriere

### Olympische Winterspiele
David Leuty gehörte im Jahr 1984 in Sarajevo bei den Olympischen Winterspielen 1984 zum kanadischen Aufgebot im Viererbob. Zusammen mit seinen Mannschaftskameraden Alan MacLachlan, Clarke Flynn und Robert Wilson nahm er am 17. und 18. Februar 1984 auf der Olympia Bob- und Rodelbahn Trebević im Bob Canada 1 am olympischen Wettkampf teil. Er erreichte den 18. Platz von 24 gestarteten Viererbobs mit einer Gesamtzeit von 3:26,47 min aus vier Wertungsläufen.
Bei den Olympischen Winterspielen 1988 in Calgary gehörte er zum kanadischen Aufgebot im Zweierbob. Den Wettkampf im Zweierbob absolvierte er zusammen mit Kevin Tyler am 20. und 21. Februar 1988 auf der Bob- und Rennschlittenbahn im Canada Olympic Park und belegte im Bob Canada 2 den 13. Platz von 41 teilnehmenden Zweierbobs mit einer Gesamtzeit von 3:58,19 min aus vier Wertungsläufen.